# Szürketorkú mézevő
A szürketorkú mézevő (Ptiloprora plumbea) a madarak osztályának verébalakúak (Passeriformes) rendjébe és a mézevőfélék (Meliphagidae) családjába tartozó faj.
A magyar név forrással nincs megerősítve.

## Előfordulása
Indonézia és Pápua Új-Guinea területén honos. A természetes élőhelye a szubtrópusi vagy trópusi nedves hegyvidékek.

## Alfajai
- Ptiloprora plumbea granti Mayr, 1931
- Ptiloprora plumbea plumbea (Salvadori, 1894)

## Külső hivatkozások
- Képek az interneten a fajról
- Internet Bird Collection - videók a fajról